# Тебяково
Тебяково (мар. Тявак) — деревня в Горномарийском районе Марий Эл Российской Федерации. Входит в состав Емешевского сельского поселения.
Численность населения — 24 чел. (2015 год).

## География
Располагается в 3 км от административного центра сельского поселения — села Емешево.

## История
Впервые упоминается в 1795 году. В списках населённых мест Казанской губернии 1859 года упоминается под официальным названием околодок «Тябаков», в просторечии — «Шаланкин».

## Население
| 1859 | 2002 | 2010 | 2013 | 2014 | 2015 |
| ---- | ---- | ---- | ---- | ---- | ---- |
| 82   | ↘25  | ↘20  | ↘19  | ↗20  | ↗24  |